# Новороманівка (Маріупольський район)
Новорома́нівка (кол. назва — Шенталь, № 3) — село Нікольської селищної громади Маріупольського району Донецької області України. Відстань до центру громади становить близько 12 км автошляхом Н08.

## Історія
Село було засноване 1838 р. німецькими переселенцями—менонітами під назвою Шенталь.
7 (20) листопада 1917 року, відповідно до Третього Універсалу Української Центральної Ради, увійшло до складу Української Народної Республіки.  
У 1925—1939 роках село входило до складу Люксембурзького німецького національного району Маріупольської округи (з 1932 — Дніпропетровської області, з 1939 — Запорізької області).

## Населення
За даними перепису 2001 року населення села становило 138 осіб, із них 81,88 % зазначили рідною мову українську, 17,39 %— російську та 0,72 %— грецьку мову.